# 2013 en Islande
Chronologie de l'Islande
- 2009
- 2010
- 2011
- 2012
- 2013
- 2014
- 2015
- 2016
- 2017

Cette page concerne des événements qui se sont produits durant l'année 2013 du calendrier grégorien en Islande.

## Gouvernement
- Président : Ólafur Ragnar Grímsson
- Premier ministre : Jóhanna Sigurðardóttir (jusqu’au 23 mai), Sigmundur Davíð Gunnlaugsson (à partir du 23 mai)

## Événements

### Janvier
- 31 janvier : Blær Bjarkardóttir, une jeune fille de 16 ans, gagne une bataille juridique pour pouvoir garder son prénom que les autorités lui contestaient au motif d'un prénom masculin.

### Avril
- 27 avril : le tout jeune Parti pirate islandais  obtient trois sièges au parlement avec 5,1 % des suffrages. Il est le premier de ses homologues européens à rentrer au parlement[1].

### Mai
- 22 mai : à la suite des élections parlementaires d'avril, le gouvernement Sigmundur Davíð Gunnlaugsson décide de geler les négociations d'adhésion à l'Union européenne  en appelant à un référendum.

### Décembre
- 2 décembre : la police tue un homme pour la première fois de son histoire[2].

## Culture

### Cinéma
- 16 février : Edda Awards du meilleur film pour Survivre (11 Eddas en tout) de Baltasar Kormákur, du meilleur acteur pour Ólafur Darri Ólafsson dans Survivre, de la meilleure actrice pour Sara Dögg Ásgeirsdóttir dans Pressa 3, de la meileure série télévisée pour Pressa 3, du meilleur documentaire pour Hrafnhildur[3].
- 15 au 26 mai  : Prix du jury du court métrage pour Whale Valley de Gudmundur Arnar Gudmundsson au Festival de Cannes.
- 20 au 28 septembre :  Benedikt Erlingsson est récompensé du Prix Kutxa du meilleur nouveau réalisateur pour Des chevaux et des hommes.
- Octobre : prix du meilleur réalisateur au Festival international du film de Tokyo à Benedikt Erlingsson pour Des chevaux et des hommes.
- Décembre : Prix du Jury pour Des chevaux et des hommes de Benedikt Erlingsson et prix Sacem de la meilleure musique pour Davíd Thór Jónsson dans le même film au Festival du film des Arcs.
- 7 décembre : People's Choice Award pour Survivre de Baltasar Kormákur.

### Littérature
- 1er décembre : prix de littérature islandaise d'une œuvre de fiction pour Mánasteinn: drengurinn sem var aldrei til (Le Garçon qui n'existait pas, 2016) de Sigurjón Birgir Sigurðsson, des publications générales spécialisées pour Íslenska teiknibókin de Guðbjörg Kristjánsdóttir et de littérature jeunesse pour Tímakistan de Andri Snær Magnason.

## Décès
- 30 janvier : Thorkell Sigurbjörnsson, chef d'orchestre, pianiste et compositeur